# Тёрнер, Стив
Стив Тёрнер — американский гитарист, наиболее известен как участник гранж-группы Mudhoney.
Первая группа Тёрнера называлась The Ducky Boys. В составе группы был Стоун Госсард, будущий участник группы Pearl Jam.
В 1983 году The Ducky Boys распались. После этого Тёрнер присоединился к Марку Арму в группу Mr. Epp and the Calculations. В 1984 году Mr. Epp сыграла их последний концерт с Тёрнером. Тёрнер также играл в группе Green River, в которой помимо Арма и Госсарда на бас-гитаре играл Джеф Амент (в будущем участник Pearl Jam).
В 1984 году он покинул группу из-за разногласий с Аментом. В 1988 году он и Марк Арм создали группу Mudhoney. С этой группой Тёрнер записал все альбомы, начиная с Superfuzz Bigmuff 1988 года и заканчивая The Lucky Ones, вышедшем в 2008.
Тёрнер также участвовал в сторонних проектах, таких как The Thrown Ups, Monkeywrench и The Fall Outs.